# Why Me?
«Why Me?» (en español: "¿Por qué yo?") es una canción interpretada por Linda Martin que ganó el Festival de la Canción de Eurovisión 1992 representando a la República de Irlanda. 
El autor de la canción de la canción es Johnny Logan, quien ya había ganado el Festival de Eurovisión en dos ocasiones: en 1980 como intérprete con "What's Another Year?", y en 1987 como cantautor con "Hold Me Now".
La canción es una balada que va creciendo en intensidad hacia el final. En la letra, la cantante describe sus pensamientos sobre su amante y se pregunta el porqué de que ella sea la afortunada de tener su amor, y no otra persona.

## Eurovisión 1992
En la noche del festival celebrada en Malmö, Suecia la canción fue interpretada en 17º lugar de 23 canciones. Al final de la votación había recibido 155 puntos, siendo declarada ganadora.